# Enric Juli de Borbó-Condé

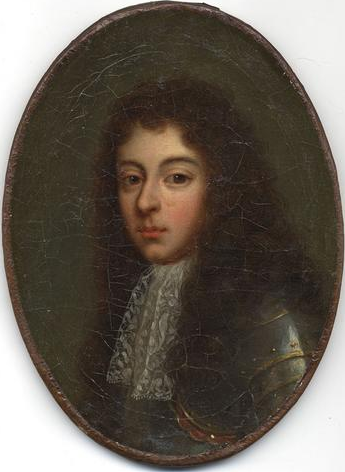

Enric Juli de Borbó-Condé (en francès Henri Jules de Bourbon-Condé) va néixer a París el 29 de juliol de 1643 i va morir a la mateixa capital francesa l'1 d'abril de 1709. Era un príncep francès, fill de Lluís II de Borbó-Condé (1621-1686) i de Clara Clementina de Maillé-Brézé (1629-1694), marquesa de Brezé. Entre altres, ostentà els títols de duc de Châteauroux, duc de Montmorency, duc d'Enghien, duc de Guisa, marquès de Graville, comte de Sancerre, comte de Charolais i senyor de Chantilly.
Va ser batejat a l'església de Saint-Sulpice de París, actuant com a padrí el Cardenal Mazzarino. Va ser educat per a fer la carrera militar i el 1668 va ser nomenat brigadier de cavalleria, mariscal de camp el 1672 i tinent general el 1673.
Després de la mort del seu pare, es va instal·lar al castell de Chantilly. Era considerat un home de molt mal caràcter, cobdiciós i cruel. Sembla que patia de licantropia, que hauria heretat de la seva mare.

## Matrimoni i fills
L'11 de desembre de 1663 es va casar a la capella del Palau del Louvre a Paris amb Anna Enriqueta de Baviera (1648-1723), filla del comte palatí Eduard de Wittelsbach (1625-1663) i d'Anna Gonzaga (1616-1684). La parella va tenir deu fills:
- Maria Teresa de Borbó-Condé (1666-1732), casada amb Francesc Lluís de Borbó-Conti (1664-1709).
- Enric (1667-1670).
- Lluís (1668-1710), casat amb Lluïsa Francesca de Borbó (1673-1743).
- Anna Lluïsa (1670-1675).
- Enric (1672-1675).
- Lluís Enric (1673-1677).
- Anna Maria (1675-1700).
- Anna Lluïsa (1676-1753), casada amb Lluís August de Borbó (1670-1736).
- Maria Anna (1678-1718), casada amb Lluís Josep de Vendôme (1654-1712).
- Una filla nascuda el 1679 i morta el 1680.

De la relació amb Francoise Montalaise va tenir una filla nascuda fora del matrimoni, que va ser legitimada 1692:
- Júlia (1668-1710), casada amb Armand de Lesparre, marquès de Lassay.